# Список втрат у боях за острів Зміїний (2022)
У статті наведено поіменні втрати в боях за острів Зміїний у лютому — червні 2022.

## Поіменний перелік

### Україна

#### Травень
1. Попов Руслан Юрійович, капітан І рангу ГУР МОУ (7 травня)[1].
2. Зайцев Олег Григорович, молодший лейтенант ГУР МОУ (7 травня).
3. Ігнатенко Віталій, солдат ГУР МОУ (7 травня).
4. Бедзай Ігор Володимирович, полковник, начальник служби безпеки польотів — старший інспектор-льотчик Командування ВМС ЗС України (7 травня, збиття гелікоптера)[2].
5. Заремба Михайло Ігорович, майор, командир вертолітного загону вертолітної ескадрильї, льотчик-інструктор ІІ класу 10 МАБр (7 травня, збиття гелікоптера)[3].
6. Мущицький Сергій Миколайович, капітан, член екіпажу вертольота Мі-14 10 МАБр (7 травня, збиття гелікоптера).
7. Пирог Юрій, штаб-сержант, член екіпажу вертольота Мі-14 10 МАБр (7 травня, збиття гелікоптера).
8. Ільчук Василь Васильович, старший сержант, військовослужбовець 10 МАБр (7 травня, збиття гелікоптера)[4].
9. Сухоруков Олександр, старший лейтенант, командир десантно-штурмового катера «Станіслав» ВМС ЗС України (7 травня, попадання ракети).
10. Тукмачов Сергій Іванович, капітан-лейтенант, член екіпажу десантно-штурмового катера «Станіслав» ВМС ЗС України (7 травня, попадання ракети)[5].
11. Ляшко Володимир Андрійович, старшина ІІ статті, член екіпажу десантно-штурмового катера «Станіслав» ВМС ЗС України (7 травня, попадання ракети).
12. Костюк Владислав Сергійович, матрос, член екіпажу десантно-штурмового катера «Станіслав» ВМС ЗС України (7 травня, попадання ракети).
13. Сітявін Андрій Сергійович, матрос, член екіпажу десантно-штурмового катера «Станіслав» ВМС ЗС України (7 травня, попадання ракети).
14. Кісельов Володимир Володимирович, капітан, керівник групи ЦСО «А» СБУ (7 травня)[6].
15. Крикуненко Олександр Валерійович, майор, ЦСО «А» СБУ (7 травня).

#### Червень
1. Матюшенко Михайло Юрійович, полковник, 40 БрТА (26 червня)[7].
2. Красильніков Юрій Миколайович, майор, 40 БрТА (26 червня).

### Росія

#### Травень
1. Бабенко Олександр, розвідник-снайпер, водолаз, старший матрос (2 травня)[8].
2. Омаров Заур Махатович, старший мічман, командир десантного катера (6 травня)[9].
3. Авезов Абдулла Камалович, кермовий сигнальник, молодший сержант, патрульний катер «Раптор» (7 травня, удар БПЛА)[10].
4. Деєв Дмитро Юрійович, 519 ОДРК ЧФ ВМС РФ, СРЗК «Екватор», радіотелеграфіст БЧ зв'язку, старший матрос (7 травня)[11].
5. Косарєв Дмитро Сергійович, 744 ЦС ЧФ ВМС РФ (7 травня)[12].
6. Кичинський Іван Олегович (7 травня)[13].
7. Островський Дмитро Сергійович, ЧФ ВМС РФ, спецназ, розвідник-снайпер, водолаз, старший матрос (7 травня)[14].
8. Панін Максим Олегович, старший мічман, командир патрульного катера «Раптор», Балтійський флот Росії (7 травня)[15].
9. Пасинков Роман Олексійович, капітан 3 рангу, начальник відділення служби військ військової служби штабу Чорноморського флоту РФ (7 травня)[16].
10. Саабер Рустам Олександрович, головний старшина, старший радіометрист служби радіорозвідки середнього розвідувального корабля «Екватор», ЧФ ВМС РФ[17][18].
11. Хатажуков Мурат Хусенович, старший моторист електромеханічної бойової частини СРЗК «Екватор», старший матрос (7 травня)[17][18].
12. Чушков Андрій Володимирович, розвідник-кулеметник, водолаз, ЗС РФ (7 травня)[19].
13. Максименко Микита Сергійович, ЧФ ВМС РФ, спецназ, розвідник-снайпер, водолаз (8 травня)[20].
14. Нижегородов Святослав Ігорович, капітан 3 рангу, (посада — не встановлена) ЧФ ВМС РФ (8 травня)[21].
15. Петров Євген Михайлович, лейтенант, борттехнік гелікоптера Мі-8, 487 ОВП (8 травня)[22].
16. Федоров Олексій Миколайович, бойовий плавець, розвідник-водолаз СпП, старшина 2-ї статті, ЗС РФ (9 травня, на катері «Раптор», втрата крові)[23].

#### Червень
1. Кустов Сергій Федорович, полковник медичної служби (у відставці), матрос 1 класу екіпажу рятувального буксирного судна «Рятувальник Василь Бех» 145 загону (аварійно-рятувального флоту) (17 червня)[24][25].
2. Краснокутський Сергій Олександрович, матрос 1 класу екіпажу рятувального буксирного судна «Рятувальник Василь Бех» 145 загону (аварійно-рятувального флоту) (17 червня).